# Певцова, Софья Карловна
Со́фья Ка́рловна Певцо́ва, урождённая Модерах (1782—1852) — начальница Екатерининского училища в Москве; кавалерственная дама ордена Св. Екатерины (меньшого креста).

## Биография
Одна из шести дочерей пермского генерал-губернатора Карла Фёдоровича Модераха (1747—1819) от брака его с Йоганной Вернер (1752—1817). Получила прекрасное домашнее воспитание, свободно говорила на нескольких иностранных языках, интересовалась литературой и музыкой. Была выдана замуж за вдовца генерал-майора Аггея Степановича Певцова (1773—1812), шефа Екатеринбургского мушкетёрского полка. Венчание состоялось 18 февраля 1799 года в Петропавловском соборе в Перми.
В молодости своей отличалась необыкновенной красотой и любезностью, чем кружила головы молодым людям. По словам Вигеля, «столь милого личика и столь пристойного умного кокетства», как у Софьи Карловны, «трудно было найти, от её взоров и речей все вокруг воспламенялись и таяли». В 1802 году Певцовой был увлечен граф А. Х. Бенкендорф, но, как он позже признавался, завоевать её было трудно, на его страсть «она ответила только любезным пренебрежением».
В 1809 году сенатор Обухов посетил Пермь с целью ревизии. В то время у него на службе в качестве секретаря состоял 17-летний  князь Пётр Андреевич Вяземский. На балу, устроенном губернатором в честь гостей, Вяземский увидел Софью Карловну и влюбился в неё. По его воспоминаниям, он открылся ей в своих чувствах и предложил жениться на ней, если она разведется с мужем, но на его несовершеннолетнюю любовь Певцова ответила лишь добродушной и нежной дружбой. Взаимные  их отношения были мирными и правильными. Свои чувства Вяземский выразил в стихотворении:

Кто скажет, что к Перми судьба была сурова?

Кто скажет, что забыт природой этот край?

Страна, где ты живёшь, прекрасная Певцова,

Есть царство красоты и упоений рай.

В 1812 году Певцова овдовела, муж оставил ей небольшое состояние. По ходатайству две старшие её дочери были зачислены за казённый счет в петербургское Екатерининское училище. 26 августа 1826 года по личному выбору императрицы Марии Фёдоровны Певцова была назначена начальницей Московского Училища ордена св. Екатерины. Императрица оказывала ей знаки своего доверия и расположения, о чем свидетельствуют изданные в 1883 году её письма к Певцовой. Во главе училища Софья Карловна оставалась до самой своей смерти. По случаю 25-летия своей деятельности 25 августа 1851 года была пожалована орденом Св. Екатерины (меньшего креста). О ней сохранилось немало воспоминаний современников. По словам А. Д. Галахова:

Певцова вполне отвечала занимаемому ею месту. Светски образованная, ловкая, представительная и вдобавок генерал-лейтенантша, она держала себя независимо, потому что стояла в уровень как с почётными опекунами, заведовавшими учебною и экономическою частями её заведения, так и с именитыми фамилиями лиц, дети которых воспитывались под её началом.
 Певцова пользовалась общей любовью своих многочисленных воспитанниц, одна из них писательница С. Д. Хвощинская писала о ней: 

Я никогда, ни прежде, ни после, не встречала почтенной женщины прекраснее её. У неё был гордый вид, но он не отталкивал, а, напротив, подчинял себе невольно. Наш выпуск сохранил о ней прекрасное воспоминание: всегда приветливая, и с таким внимание к нашим успехам, что хотелось учиться хорошо, лишь бы только получить её одобрительный взгляд и улыбку... Это была женщина глубоко религиозная и, кажется, очень образованная.
Скончалась 27 февраля (10 марта) 1852 года в Москве и была похоронена на иноверческом кладбище на Введенских горах (могила утрачена). По воспоминаниям одной из воспитанниц, весь институт оплакивал её кончину. Власти институтские жалели о ней потому, что при ней им «была большая воля». Вследствие старости и важности, в последние годы управления Певцова распустила и классных дам, и эконома, и полицеймейстера, которые делали, что хотели. Институтки же оплакивали её по привычке и глядя на властей, на самом деле им только казалось, что они страстно как любят свою maman.
В браке Певцова имела сына Георгия и дочерей Елизавету, Александру (ум. 1847; в замужестве за Алексеем Павловичем Хрущевым, занимала должность инспектрисы в московском Екатерининском училище) и Клеопатру (1810—1872; не замужем; служила инспектрисой). Сын влюбился в дочь-сироту очень богатых родителей Елизавету Виссарионовну Агреньеву и обвенчался с ней против воли родителей. Жил с женой сельской жизнью в Опеченском Посаде, где купил 200 десятин земли и построил два дома. В народе Георгия Певцова называли Егором, поэтому потомки и наследники его назывались Егоровыми. Один из них — митрополит Гурий.